# 雲南鯝
雲南鯝（学名：Xenocypris yunnanensis）为輻鰭魚綱鯉形目鯝科的其中一種，被IUCN列為極危保育類動物，分布於亞洲中國雲南省滇池。其种加词 yunnanensis 意为“云南的”，物種數量在20世紀70年代開始下降，自1985年採集到兩個標本後就再也沒有在湖中捕獲過，可能已經滅絕，原因可能是由於引進的魚類如草魚、過度捕撈和污染的影響。

## 形态
本魚身體深色的淺灰色的背面與下面銀白色的；在背鰭上的灰色，在臀鰭上淡紅的與在尾鰭上橘紅色的。腹面圓的與具有從腹鰭的末端到肛門的鱗甲；吻鈍的；眼位於了頭部的側部；嘴小而橫跨，下頜有發展良好的角前緣，上頜厚的而且些微地突出，體長可達23公分，棲息在中底層水域，生活習性不明。